# Jaderná elektrárna Pickering
Jaderná elektrárna Pickering (anglicky Pickering Nuclear Generating Station) je provozní jadernou elektrárnou v Kanadě. Nachází se na jihovýchodě země na břehu jezera Ontario poblíž města Pickering v provincii Ontario. 13 km od Toronta. Jedná se o třetí největší jadernou elektrárnu v Kanadě a také o jednu z nejstarších stále provozovaných. Součástí elektrárny byla jedna větrná turbína, která sloužila od roku 2001 do roku 2019, kdy byla rozebrána kvůli naplnění projektované životnosti.

## Historie a technické informace

### Pickering A
Plánování elektrárny započalo v 60. letech 20. století s dvěma jadernými těžkovodními reaktory CANDU o výkonu zhruba 500 MW. Projekce však byla velmi rychle rozšířena o další dva analogické bloky. Důvod, proč byl Pickering vybrán jako místo pro elektrárnu, byl ten, že Ontario Hydro chtělo jadernou elektrárnu blízko svým největším spotřebitelům. Lokalita se však kvůli blízkosti metropole Toronta setkala se spoustou kritiky. Panovaly obavy, že by město mohlo být v případě havárie ohroženo. Reaktory však měly být vybaveny kontejnmentem, který by potenciálnímu riziku při havárii zabránil. Studie toto potvrdily.

#### Výstavba
Výstavba prvního bloku byla zahájena 1. června 1966. druhého bloku o tři měsice později, 1. září 1966. Výstavba třetího bloku byla zahájena 1. prosince 1967 a čtvrtého bloku 1. května 1968. Sekce byla pojmenována jako Pickering A.

#### Provoz
První reaktor zahájil provoz 4. dubna 1971 a do komerčního provozu byl uveden 29. července 1971. 2. blok byl uveden do provozu 6. října 1971 a do komerčního provozu byl uveden 30. prosince 1971. 3. blok následoval se zprovozněním 3. května 1972 a do komerčního provozu byl uveden 1. července 1972. Blok 4 byl spuštěn 21. května 1973 a do komerčního provozu byl uveden 17. července 1973. V srpnu 1974 došlo k problémům s třetím blokem elektrárny, což zpozdilo výstavbu elektrárny v lokalitě Bruce. Nicméně problémy, včetně několika netěsností v tlakovém potrubí, byly vyřešeny do roku 1975. Kvůli problémům však byla až do odvolání zrušena další elektrárna v kanadské provincii Nové Skotsko, která měla být vybavena tímto typem reaktoru. V bloku 3 bylo zasaženo celkem 14 trubek, což bylo podle šetření způsobeno nadměrným zatížením. Tlakové trubky byly vyměněny.
V červenci 1988 udělal operátor chybu a vypnul nesprávnou pojistku. To způsobilo, že počítač v jednom z reaktorů nekontrolovaně zvýšil výkon reaktoru. V listopadu 1988 bylo v reaktoru zničeno celkem 36 palivových článků, což bylo také způsobeno chybou operátora.
Bloky 1 až 4 byly odstaveny v roce 1997 kvůli prodloužené odstávce za účelem modernizace reaktorů, zejména kvůli opravě konstrukčních nedostatků v tlakových trubkách, které způsobovaly opakující se problémy. Náklady byly původně vyčísleny na zhruba 800 milionů dolarů. V roce 2003 již náklady vzrostly na přibližně 2,5 miliardy dolarů. Čtvrtý reaktor se však v červenci 2003 mohl vrátit zpět do provozu. Další reaktory měly následovat v roce 2005, i když v tomto roce obnovil provoz pouze 1. blok.

#### Vyřazení z provozu
Druhý a třetí blok, které byly 31. prosince 1997 a 29. prosince 1997 již dříve odpojeny z rozvodné sítě pro generální rekonstrukci, nebyly nikdy uvedeny zpět do provozu. Bylo to proto, že opravy tlakových potrubí by byly natolik nákladné, že by se provoz dále nevyplatil. Druhý blok byl tak formálně odepsán 28. května 2007 a třetí blok 31. října 2008.
Čtvrtý a první blok navždy ukončily svůj provoz ve dnech 30. září 2024 a 31. prosince 2024. Životnost reaktorů dosáhla svého konce a provozovatel učinil rozhodnutí neprovádět další rekonstrukci.

### Pickering B
V prvních letech provozu reaktory v Pickering A poprvé prokázaly vhodnost CANDU. Z tohoto důvodu bylo plánováno vybudovat další čtyři stejné reaktory v sekci Pickering B.

#### Výstavba
Stavba 5. bloku byla zahájena 1. listopadu 1974, 6. bloku následoval 1. října 1975. Stavba 7. a 8. bloku byla zahájena 1. března 1976 a 1. září 1976. Tlakové nádoby pro CANDU, zvané Calandria, vyráběly firmy Babcock & Wilcox v USA. Ve výstavbě však došlo k velkým zpožděním.

#### Provoz
5. blok byl poprvé synchronizován se sítí 19. prosince 1982 a do komerčního provozu vstoupil 10. května 1983. Blok 6 následoval se synchronizací sítě 8. listopadu 1983 a komerční provoz byl zahájen 1. února 1984. Sedmý blok byl poprvé synchronizován s elektrickou sítí 17. listopadu 1984 a do komerčního provozu vstoupil 1. ledna 1985. Blok 8 byl posledním reaktorem, který zahájil provoz 21. ledna 1986 a do komerčního provozu byl uveden 28. února 1986. V roce 1994 dosáhl sedmý reaktor rekordu, blok pracoval celkem 894 dní nepřetržitého provozu.

### Technické parametry
Bloky Pickering A jsou typu CANDU 500A a dosahují hrubého výkonu 542 MW a čistého výkonu, který je odesílán do sítě 515 MW. Bloky Pickering B jsou typu CANDU 500B a hrubý výkon dosahuje 540 MW a čistého výkonu 540 MW. Každý reaktor je ve vlastní budove a všechny sdíli jednu turbínovou halu. tloušťka stěny kontejmnentu je 1,22 metru a materiálem je železobeton.

## Informace o reaktorech
| Reaktor     | Typ reaktoru | Výkon  | Výkon  | Zahájení výstavby | Připojení k síti | Uvedení do provozu | Uzavření     |
| Reaktor     | Typ reaktoru | Čistý  | Hrubý  | Zahájení výstavby | Připojení k síti | Uvedení do provozu | Uzavření     |
| ----------- | ------------ | ------ | ------ | ----------------- | ---------------- | ------------------ | ------------ |
| Pickering-1 | CANDU 500A   | 515 MW | 542 MW | 1. 6. 1966        | 4. 4. 1971       | 29. 7. 1971        | 30. 9. 2024  |
| Pickering-2 | CANDU 500A   | 515 MW | 542 MW | 1. 9. 1966        | 6. 6. 1971       | 30. 12. 1971       | 31. 12. 1997 |
| Pickering-3 | CANDU 500A   | 515 MW | 542 MW | 1. 12. 1967       | 3. 5. 1972       | 1. 6. 1972         | 29. 12. 1997 |
| Pickering-4 | CANDU 500A   | 515 MW | 542 MW | 1. 5. 1968        | 21. 5. 1973      | 17. 6. 1973        | 31. 12. 2024 |
| Pickering-5 | CANDU 500B   | 516 MW | 540 MW | 1. 11. 1974       | 19. 12. 1982     | 10. 5. 1983        |              |
| Pickering-6 | CANDU 500B   | 516 MW | 540 MW | 1. 10. 1975       | 8. 11. 1983      | 1. 2. 1984         |              |
| Pickering-7 | CANDU 500B   | 516 MW | 540 MW | 1. 3. 1976        | 17. 11. 1984     | 1. 1. 1985         |              |
| Pickering-8 | CANDU 500B   | 516 MW | 540 MW | 1. 9. 1976        | 21. 1. 1986      | 28. 2. 1986        |              |